# (343) Ostara
(343) Ostara es un asteroide perteneciente al cinturón de asteroides descubierto el 15 de noviembre de 1892 por Maximilian Franz Wolf desde el observatorio de Heidelberg-Königstuhl, Alemania.
Está nombrado por Ostara, un diosa de la mitología germánica.